# Lissonycteris
Lissonycteris là một chi động vật có vú trong họ Dơi quạ, bộ Dơi. Chi này được K. Andersen miêu tả năm 1912. Loài điển hình của chi này là Cynopterus angolensis Bocage, 1898.

## Các loài
Chi này gồm các loài:
- Lissonycteris angolensis
- Lissonycteris goliath
- Lissonycteris petraea
- Lissonycteris smithi